# 마르코 에체베리
마르코 에체베리(Marco Antonio Etcheverry Vargas, 1970년 9월 26일 ~ )는 볼리비아의 은퇴한 축구 선수로 포지션은 포워드였다.

## 수상

### 클럽
D.C. 유나이티드
- MLS컵: 1996, 1997, 1999
- MLS 서포터스 실드: 1997, 1999
- CONCACAF 챔피언스리그: 1998
- 코파 인테라메리카나: 1998
- US 오픈컵: 1996

바르셀로나 SC
- 에콰도르 세리에 A: 1997

오리엔테 페트롤레로
- 리가 데 풋볼 프로페시오날 볼리비아노: 2001

### 개인
- MLS 베스트 11: 1996, 1997, 1998, 1999
- MLS 올해의 득점상: 1997, 1999
- 랜던 도너번 MVP상: 1998
- MLS 올스타전 MVP: 2002